# Çadır Höyük
Çadır Höyük  is een archeologische vindplaats in Centraal Turkije die bewoning vanaf de Midden-Kopertijd tot de Byzantijnse tijd vertoont. De ruïneheuvel ligt bij het dorp Peyniryemez in het district Sorgun in de provincie Yozgat. Er zijn gronden om aan te nemen dat de stad in de Hettitische tijd Zippalanda heette.
De plaats ligt niet ver van een andere belangrijke vindplaats Alişar Höyük en opgravingen maken deel uit van het Alişar Regional Project.

## Kopertijd
Na de relatieve obscuriteit van de Midden-Kopertijd in deze streek verschenen er in de Late Kopertijd groepen nederzettingen rond wat grotere centra zoals Alişar en Çadır Höyük. Çadır had een stenen toegangspoort en een ommuring, vrij grote binnenplaatsen en gebouwen zoals het "Burnt House" die niet als woning bedoeld waren, wat duidt op een vorm van administratie die bouwprojecten organiseerde. Aardewerk laat zien dat er contacten met het zuidoosten van Europa waren, maar sommige andere voorwerpen geven aan dat er ook contacten met de Koera-Araxescultuur bestonden.
In de Late Kopertijd worden er hier net als in Ilıpınar 4, Kuruçay 6, Büyük Güllücek en Iziktepe waaiervormige bijlen aangetroffen van een legering van koper met arseen. Het lijkt erop dat dit vroege pogingen zijn in de metallurgie van koper, die later vervangen werden door legeringen met tin, het echte brons.